# Wilfrid Boulineau
Wilfrid Boulineau (né le 13 mai 1970 à Rouen) est un athlète français, spécialiste des épreuves combinées. 

## Biographie
Il se classe sixième du décathlon des championnats du monde 1999, à Séville, en totalisant 8 154 pts. Son record personnel, établi la même année à Arles, est de 8 312 pts. Il termine 18e des championnats d'Europe 1998 et 20e des Jeux olympiques de 2000.
Il remporte trois titres de champion de France : deux au décathlon en 1993 et 1996, et un à l'heptathlon (en salle) en 1999.

### Palmarès
| Date | Compétition           | Lieu     | Résultat | Épreuve   | Performance |
| ---- | --------------------- | -------- | -------- | --------- | ----------- |
| 1998 | Championnats d'Europe | Budapest | 18e      | Décathlon |             |
| 1999 | Championnats du monde | Séville  | 6e       | Décathlon | 8 154 pts   |
| 2000 | Jeux olympiques       | Sydney   | 20e      | Décathlon | 7 821 pts   |

### Records
| Épreuve            | Performance | Lieu            | Date            |
| ------------------ | ----------- | --------------- | --------------- |
| Décathlon          | 8 312 pts   | Arles           | 30 mai 1999     |
| Heptathlon (salle) | 5 871 pts   | Nogent-sur-Oise | 31 janvier 1999 |